# Partit de la Constitució
El Partit de la Constitució (Constitution Party) és un partit polític dels Estats Units d'Amèrica, d'ideologia dretana. Aquest partit, fundat l'any 1992, advoca una forta adherència a la constitució original dels Estats Units d'Amèrica i a la seva declaració de principis d'independència. Manté postures conservadores en aspectes morals i intenta restaurar el que crida les "fundacions bíbliques" de la jurisprudència nord-americana. Molts membres d'aquest partit creuen que el Partit Republicà i el Partit Demòcrata són corruptes i subversius per naturalesa. L'any 2006, Rick Jore de Montana es va convertir en el primer candidat electe per aquest partit.

## Participació electoral
En les eleccions presidencials de l'any 1992 va obtenir 42.960 vots, el que representa al 0,04% del total de sufragis. En 1996 va aconseguir 184.820 vots (0,19%), En 2000 98.020 vots (0,09%) i en 2004 144,421 sufragis (0,12%).